# Westfield (Pennsylvanie)
Pour les articles homonymes, voir Westfield.
Westfield est un borough situé au nord-ouest du comté de Tioga, en Pennsylvanie, aux États-Unis,. En 2010, il comptait une population de 1 064 habitants, estimée au 1er juillet 2020 à 1 014 habitants. Le borough est fondé en 1809 et incorporé en février 1867.

## Démographie
Lors du recensement de 2010, le borough comptait une population de 1 064 habitants. Elle est estimée, en 2020, à 1 014 habitants.

### Source de la traduction
- (en) Cet article est partiellement ou en totalité issu de l’article de Wikipédia en anglais intitulé « Westfield, Pennsylvania » (voir la liste des auteurs).